# Большой Цивиль
Большо́й Циви́ль (чув. Мӑн Ҫавал, Çавал), в нижнем течении Цивиль (чув. Ҫава́л) — река в Чувашии, правый приток Волги. Общая длина реки — 172 км (по другим данным — 170 км), площадь бассейна — 4690 км², среднегодовой объём стока — 0,92 км³. Средний расход воды — 21,2 м³/с, по другим данным — 18,3 м³/с.
Начинается в Шумерлинском районе. Протекает по Вурнарскому, Красноармейскому и Цивильскому районам. Около города Цивильск, после впадения Малого Цивиля, меняет название на Цивиль. Далее протекает по границе Чебоксарского и Марпосадского районов и впадает в Волгу.

## История
Первое упоминание о реке относится к 1183 году в форме Цевле, Цевиле, Чивиль, во времена князя Владимирского Всеволода, воевавшего с предками местных чуваш – волжскими булгарами.

## Основные притоки

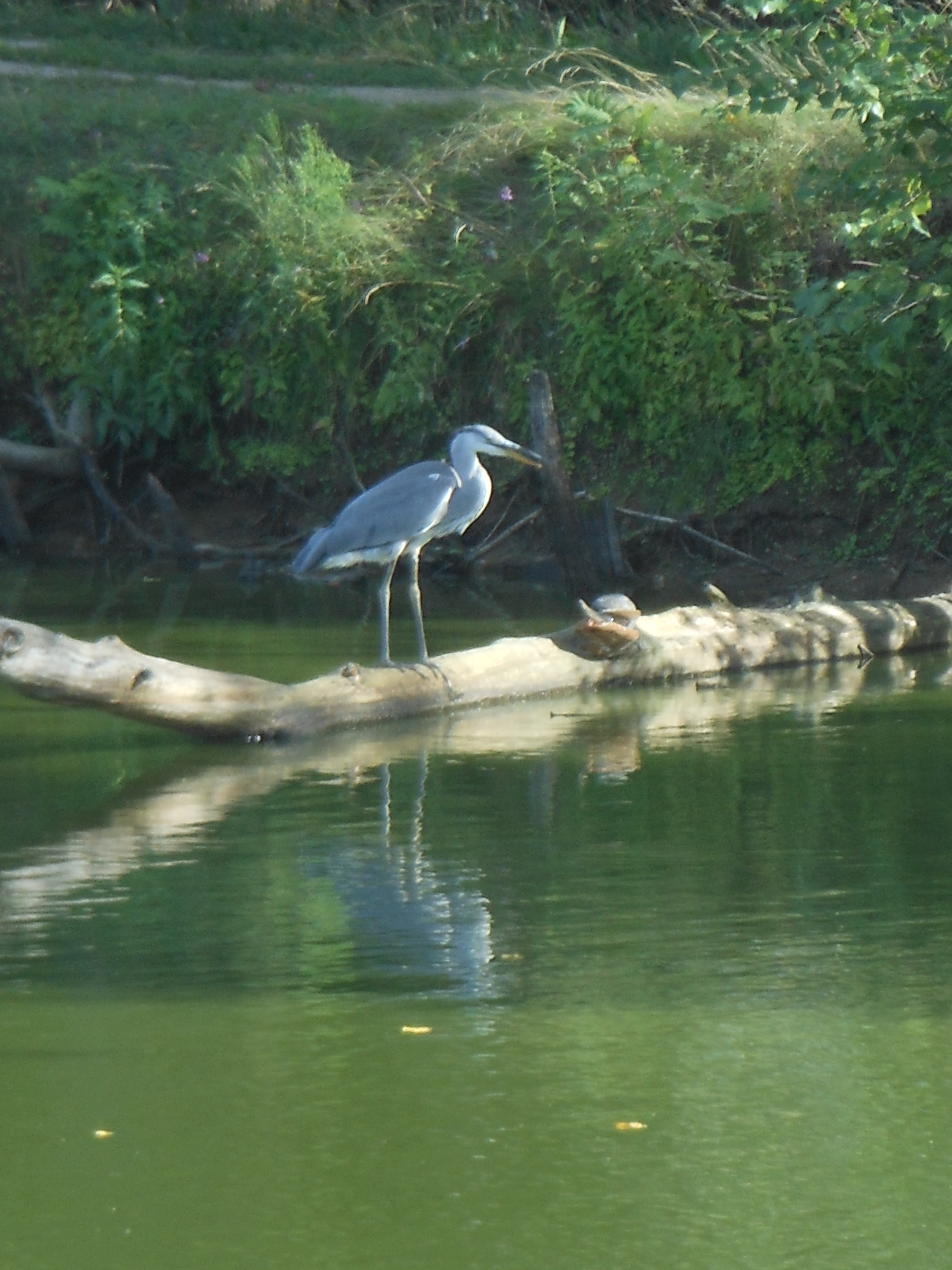
Цапля на Цивиле

- 14 км: река Кукшум
- 31 км: река Рыкша[3]
- 53 км: река Тожанарка
- 55 км: река Малый Цивиль[3]
- 64 км: река Унга[3]
- 80 км: река Малая Шатьма
- 92 км: река Большая Шатьма
- 106 км: река Матца[7]
- 112 км: река Усландырь
- 113 км: река Сорма[3]
- 130 км: река Абасирма
- 132 км: река Илеборка
- 135 км: река Хирлеп
- 138 км: река Средний Цивиль
- 157 км: река Эскедень

## Данные водного реестра
По данным государственного водного реестра России, относится к Верхневолжскому бассейновому округу, водохозяйственный участок реки — Цивиль от истока и до устья, речной подбассейн реки — Волга от впадения Оки до Куйбышевского водохранилища (без бассейна Суры). Речной бассейн реки — (Верхняя) Волга до Куйбышевского водохранилища (без бассейна Оки).
Код объекта в государственном водном реестре — 08010400412112100000049.

## Рыболовство

Браконьерские снасти перегораживают Цивиль выше села Шоршелы, август 2016

Река Цивиль является популярным местом для рыболовства. В Цивиле добываются все виды рыб, характерные для рек центральной России. Начиная с 2010 года, Цивиль и его рыбные ресурсы сильно страдают от маловодья. Распространённой является добыча рыбы браконьерским способом, среди браконьерских снаряжений на Цивиле преобладает черпалка.